# Roman Monczenko
Roman Witaljewicz Monczenko (ros. Роман Витальевич Монченко, ur. 9 sierpnia 1964, zm. 2 stycznia 2020) – rosyjski wioślarz. Brązowy medalista olimpijski z Atlanty.
Zawody w 1996 były jego drugimi igrzyskami olimpijskimi, debiutował w 1992 w barwach Wspólnoty Niepodległych Państw. W 1996 startował w ósemce i to w niej zdobył brązowy medal. Był mistrzem zarówno ZSRR, jak i Rosji.